# Broyé poitevin
Le broyé poitevin ou broyé du Poitou est un gâteau plat fait de sucre, de farine, de beurre et d'œufs.
Il existe sous forme de petites et de grandes galettes (diamètre de 8 cm à 1 m et de 2 cm d'épaisseur environ). Par tradition, un broyé se casse d'un coup de poing en son centre.
Historiquement le broyé était consommé lors d'offices religieux, de fêtes rurales ou familiales, pour les communions ou encore les mariages.
En juillet 2020, à l'occasion du championnat régional de confection de broyé Poitevin, Paul Puchard, pâtissier, a réalisé un broyé d'un diamètre de 2m37, battant ainsi le record mondial.

## Confrérie
Créée en 2004 à Poitiers, la Confrérie de l’Ordre des Chevaliers de la Grand Goule promeut le broyé du Poitou. Son objectif est de valoriser et de promouvoir cette pâtisserie dans le respect de sa qualité et dans sa tradition artisanale. La Confrérie loue la bonne chère, la gastronomie et les arts de la table. Elle rassemble des professionnels et des amateurs. Son objectif est de défendre et mettre en exergue les produits du terroir, d'améliorer la diffusion de sa production, qu’elle soit menacée ou en voie de disparition, et de faire découvrir les produits oubliés ou méconnus.
La Confrérie organise chaque année les Rencontres Gourmandes du Poitou.